# サザンクロス・レビューIII
『サザンクロス・レビューIII』は宝塚歌劇団の舞台作品。星組公演。形式名は「ダンシング・ファンタジー」。2003年に上演された。
作・演出は草野旦。併演作品は『蝶・恋（ディエ・リェン）』。

## 公演日程
- 4月25日・26日　広島郵便貯金会館[1]
- 4月27日　石央文化ホール（浜田市）[1]
- 4月29日　出雲市民会館[1]
- 5月1日 - 5日　福岡市民会館[1]
- 5月7日　熊本市民会館[1]
- 5月8日　鳥栖市民文化会館[1]
- 5月10日・11日　名古屋市民会館[1]
- 5月13日　富士市文化会館[1]
- 5月15日　神奈川県民ホール[1]
- 5月17日・18日　さいたま市文化センター[1]

## スタッフ
- 作曲・編曲[2]：高橋城/鞍富真一/宮川彬良
- 編曲[2]：宮原透
- 振付[2]：羽山紀代美/尚すみれ/名倉加代子/上島雪夫/伊賀裕子/若央りさ
- 装置[2]：大橋泰弘
- 衣装[2]：任田幾英
- 照明[2]：月原二三男
- 小道具[2]：谷田祥一
- 効果[2]：原田健二
- 演出助手[2]：川上正和
- 音楽助手[2]：青木朝子
- 装置助手[2]：國包洋子
- 衣装補[2]：河底美由紀
- 舞台進行[2]：恵見和弘/斎藤栄作
- 舞台美術製作[2]：株式会社宝塚舞台
- 録音演奏[2]：宝塚歌劇オーケストラ
- 制作[2]：村上信夫

## 主な配役
- カリオカの男S、ヴェノスアイレスの男S、リオの男S、フェスタの男S、歌手、ノニーノ、パレードの歌手 - 湖月わたる[2]
- カリオカの女S、リオの女S、フェスタの女S、ファニータ、エトワール、パレードの歌手S - 檀れい[2]
- カリオカの男A、マンボNo.1、ヴェノスアイレスの男A、リオの男A、クラプキ、フラーマ、パレードの男A - 汐美真帆[2]
- カリオカの男A、ラテンの男S、ヴェノスアイレスの男A、リオの男A、マリポサ・シンガー、フラーマ、パレードの男A - 涼紫央[2]
- カリオカの女A、ペペロッチ、リオの女、フェスタの女、アニタ、パレードの歌手 - 叶千佳[2]
- パパロッチ、リオの男A、パレードの男A - 柚希礼音[2]